# Novopușkarivka, Krînîcikî
Novopușkarivka (în ucraineană Новопушкарівка) este un sat în așezarea urbană Krînîcikî din raionul Krînîcikî, regiunea Dnipropetrovsk, Ucraina.

## Demografie
Componența lingvistică a localității Novopușkarivka
     Ucraineană (97,57%)
     Română (1,39%)
     Rusă (1,04%)
Conform recensământului din 2001, majoritatea populației localității Novopușkarivka era vorbitoare de ucraineană (97,57%), existând în minoritate și vorbitori de română (1,39%) și rusă (1,04%).